# Parafia św. Jana Chrzciciela w Zgorzelcu
Parafia św. Jana Chrzciciela w Zgorzelcu – rzymskokatolicka parafia należąca do dekanatu zgorzeleckiego diecezji legnickiej.

## Historia
W 1905 roku położono kamień węgielny pod budowę ewangelickiego kościoła, a już rok później odbyła się uroczystość poświęcenia dzwonów. Superintendent Haupt i wikary Weicht poświęcili kościół w 1907 roku. Budowla w stylu neoromańskim, według projektu architekta Fritsche z Elberfeld. Organy zostały wykonane firmę Sauer z Frankfurtu nad Odrą. W powojennej historii pierwsze wzmianki na temat kościoła pochodzą z 1958 roku, kiedy to kościół został oficjalnie przekazany przez Kościół ewangelicki Kościołowi katolickiemu. Stał on się własnością Parafii św. Bonifacego. W 1965 roku do Parafii św. Bonifacego został skierowany ks. Stanisław Pasyk, któremu powierzono opiekę tej części parafii. W 1972 roku arcybiskup Bolesław Kominek wydał dekret erygujący rzymskokatolicką parafię pod wezwaniem św. Jana Chrzciciela w Zgorzelcu Ujeździe.

## Proboszczowie
- ks. Jan Szyszka /proboszcz parafii św. Bonifacego/ (1961–1962)
- ks. Jan Kozak /proboszcz parafii św. Bonifacego/ (1962–1965)
- ks. Stanisław Pasyk (1965/1972–1972)
- ks. Michał Czajkowski (1972–1976)
- ks. Zdzisław Seremak (1976–1980)
- ks. Marian Boczek (1980–1986) († 08.05.2001 r. w m. Czerna)
- ks. Witold Sidor-Pidorski (1986–1995) († 1998 r. jako rezydent tej parafii)
- ks. Stanisław Kawzowicz (1995–1997)
- ks. Marian Oleksy (1997–2019)
- ks. Mirosław Makowski (od 2019)